# Timothy McIntosh
Timothy McIntosh (* 20. November 1997 in Miami) ist ein US-amerikanischer Volleyballspieler.

## Karriere
McIntosh begann seine Karriere im Alter von 18 Jahren an der Dade Christian School. Von 2016 bis 2018 studierte er an der Alderson Broaddus University, anschließend setzte er sein Studium an der Sacred Heart University fort. 2021/22 spielte der Libero mit der Northeast Force in der Volleyball League of America (VLA). Danach wechselte er zum österreichischen Erstligisten Hypo Tirol Innsbruck. Beim Pan Am Cup 2023 gab McIntosh sein Debüt in der US-amerikanischen Nationalmannschaft. 2024 wurde er vom deutschen Bundesligisten FT 1844 Freiburg verpflichtet.